# Rukwa (jezero)
Rukwa je alkalno endoreičko jezero koje se nalazi u dolini Rukwa u regijama Rukwa, Songwe i Katavi u jugozapadnoj Tanzaniji. Jezero je treće najveće kopneno vodeno tijelo u zemlji.

## Geografija
Alkalno jezero Rukwa leži na pola puta između jezera Tanganjika i Malavi na nadmorskoj visini od oko 800 m, u paralelnom ogranku riftnog sustava. Gotovo polovica jezera leži u rezervatu divljači Uwanda.

## Hidrologija
Veličina jezera je tijekom godina znatno varirala zbog promjenjivog dotoka potoka. Jezero je trenutno dimenzija 180 km x 32 km , s površinom od oko 5760 km2. Godine 1929. bilo je dugo samo oko 48 km, a 1939. čak dugo oko 12i km, a široko oko 40km. Tijekom ranog perioda nastanka rifta ovog dijela Afrike, bazen jezera Rukwa ponekad je mogao biti dio mnogo većeg bazena koji je također uključivao bazene jezera Tanganjika s jezerom Malavi; drevne obale sugeriraju konačni datum prelijevanja u jezero Tanganjika od prije 33 000 godina. Da bi se ponovno dogodilo prelijevanje, nadmorska visina jezera morala bi premašiti 900 metara. Prelijevanje u jezero Malavi sada nije moguće, budući da se prolaz između dva bazena nalazi na preko 2000 metara nadmorske visine. Ni jezero Tanganjika ni jezero Malavi ne mogu se preliti u jezero Rukwa jer se već prelijevaju u Atlantski, odnosno Indijski ocean.
U sedimentu, vodi i mišićnom tkivu afričkog soma (Clarias gariepinus) i tilapije (Oreochromis esculentus) u jezeru Rukwa dolazi do nakupljanja teških metala poput cinka, žive, bakra, olova, kroma i nikla.

## Otkriće helija
U 2016. godini, u jezeru je otkriveno procijenjenih 1,53 milijarde kubičnih metara helija, vrijednih 3,5 milijardi dolara.

## Vanjske poveznice
|  | Zajednički poslužitelj ima još gradiva o temi Rukwa (jezero) |